# Amicissimi
Amicissimi è una novella di Luigi Pirandello pubblicata nel 1903 e successivamente inserita in Scialle nero.

## Personaggi
- Gigi Mear
- Amico
- Domestica

## Trama
Era una mattina ventosa, gelida, tagliente, e Gigi Mear attendeva il tram e si sentì chiamare da uno sconosciuto, o così credeva. Il signore gli correva incontro ed il signor Mear perse il tram. In compenso, ebbe la consolazione di trovarsi tra le braccia di quello sconosciuto, suo intimo amico, a giudicarne dai modi con cui lo abbracciò e baciò.
Egli aveva un viso familiare ma Gigi Mear non riusciva a ricordarsi il nome, cosicché lo invitò a pranzo, arrivando a casa anticipatamente e trovando la domestica impreparata.
Per quanto Gigi provasse a far pronunciare il nome all’amico, egli si presentò in modo ironico alla domestica, con un nome quasi impronunciabile, tanto che la domestica rimase perplessa. Poco dopo, a tavola, Gigi Mear cominciò a domandargli notizie di Padova e di questo e di quello, sperando di far pronunciare quel nome ormai diventato un dilemma ma ciò non accadde e così fu costretto a chiederlo lui stesso.
L’amico rimase quasi sconvolto e decise di non pronunciare mai il proprio nome.